# San Sebastián de la Gomera
San Sebastián de la Gomera – gmina w Hiszpanii, w prowincji Santa Cruz de Tenerife, we wspólnocie autonomicznej Wysp Kanaryjskich, o powierzchni 113,59 km². W 2011 roku gmina liczyła 9055 mieszkańców.